# Книга Перемен
«И цзин» (кит. трад. 易經, упр. 易经, пиньинь Yì Jīng, буквально: «Канон перемен») или «Чжоу И» (кит. трад. 週易, упр. 周易, пиньинь Zhōu yì) — наиболее ранний из китайских философских текстов. Наиболее ранний слой, традиционно датируемый ок. 700 года до н. э., предназначен для «гадания» (для поиска долгосрочной перспективы, основанного на китайской модели сознания), состоит из 64 гексаграмм. Во II веке до н. э. был принят конфуцианской традицией как один из канонов конфуцианского Пятикнижия.

## Предыстория
Чжоу и не является наиболее древней гадательной системой в китайской истории. Го юй (эп. Воюющих царств), Чжоу ли (Цинь-Хань), а также средневековые тексты упоминают предшествующие ей сочинения (практики?): «Ляньшань» (кит. трад. 連山, упр. 连山, пиньинь Lián shān), «Ся», «Гуйцан» (кит. трад. 歸藏, упр. 归藏, пиньинь Guī cáng), Шан-инь. Как и в случае с Чжоу и, традиция связывает их с диаграммой «лошу», однако помимо названий о них ничего не известно.

## Название и авторство
Существующая система Книги сложилась в основном в эпоху Чжоу и, в отличие от мантических систем более ранних времён, она называется «Чжоуской Книгой Перемен». «Перемены» интерпретировались как преобразования гексаграмм, их линий или чисел, полученных в результате гадания. Фэн Ю-лань предположил, что слово «перемены» изначально имело значение «лёгкий», поскольку гадание на стеблях тысячелистника проще, чем использование гадальных костей, практиковавшееся при предыдущей династии Шан, но доказательств этому мало. Существует также древняя народная этимология, которая рассматривает символ «перемен» как содержащий солнце и луну, и таким образом, дневной цикл. Современные китаеведы считают, что этот символ происходит либо от изображения солнца, выходящего из облаков, либо от содержимого сосуда, превращающегося в другой.
Авторство традиционно приписывается культурным героям эпохи Чжоу Вэнь-вану и Чжоу-гуну, а также связывается с легендарным императором Фу Си. Согласно каноническим комментариям, Фу Си наблюдал за закономерностями мира и создал восемь триграмм (кит. 八卦, пиньинь Bāguà, палл. ба-гуа), «чтобы досконально изучить сверхъестественное и яркое и классифицировать мириады вещей». Сама книга не содержит этой легенды и действительно ничего не сообщает о своем происхождении. В Ритуалах Чжоу, однако, утверждается, что гексаграммы были получены из первоначального набора из восьми триграмм. В эпоху Хань существовали различные мнения об исторической связи между триграммами и гексаграммами. В конце концов, сформировался консенсус вокруг того, что учёный II в. н. э. Ма Ронг приписал текст совместной работе Фу Си, Вэнь-вана, Чжоу-гуна и Конфуция, но эта традиционная атрибуция больше не является общепринятой.

## Содержание произведения
Книга состоит из 64 символов — гексаграмм, каждая из которых выражает ту или иную жизненную ситуацию во времени с точки зрения её постепенного развития.
Символы состоят из шести черт; черты обозначают последовательные ступени развития данной ситуации. Черты, также называемые яо, бывают двух родов: или цельные (их ещё называют девятками), или прерванные посредине (шестёрки) (встречается также и цветовое различие черт, так, «девятки» обозначаются белым цветом, «шестёрки» — чёрным). Это связано с тем, что первые символизируют активное состояние, свет, напряжение (ян), а вторые — пассивное состояние, тьму, податливость (инь).
Принято считать, что черты читаются снизу вверх (хотя встречается и обратное толкование); их последовательность описывает развитие ситуации.
Каждую гексаграмму также можно представить как сочетание двух триграмм. Вообще же комбинации черт яо имеют общее название гуа. Каждой гексаграмме, а также каждой черте в гексаграмме сопутствует набор афоризмов, которые и должны дать совет гадающему.
Обычно гадание происходит при помощи трёх монет, которые подбрасываются 6 раз. Если, после подбрасывания монет, все монеты ложатся на одну сторону — на свитке (или просто листе бумаги) рисуют цельную линию. Если же монеты ложатся на разные стороны, то рисуется линия с разрывом по середине. Как только все 6 линий получены, гадающий может обратиться к Книге перемен и получить толкование своей гексаграммы. Также существует вариант гадания с использованием тысячелистника, который подробно описан в комментарии к книге перемен «Си цы чжуани» (кит. трад. 繫辭傳, упр. 系辞传, пиньинь Xì cí chuán), который входит в состав так называемых «крыльев книги перемен».

## Система гексаграмм
| Кунь (Земля) | Гэнь (Гора) | Кань (Вода) | Сунь (Ветер) | Чжэнь (Гром) | Ли (Огонь) | Дуй (Водоём) | Цянь (Небо) | Верхняя триграммаНижняя триграмма |
| ------------ | ----------- | ----------- | ------------ | ------------ | ---------- | ------------ | ----------- | --------------------------------- |
| 11.Тай       | 26.Да-чу    | 5.Сюй       | 9.Сяо-чу     | 34.Да-чжуань | 14.Да-ю    | 43.Гуай      | 1.Цянь      | Цянь (Небо)                       |
| 19.Линь      | 41.Сунь     | 60.Цзе      | 61.Чжун-фу   | 54.Гуй-мэй   | 38.Куй     | 58.Дуй       | 10.Ли       | Дуй (Водоём)                      |
| 36.Мин-и     | 22.Би       | 63.Цзи-цзи  | 37.Цзя-жэнь  | 55.Фян       | 30.Ли      | 49.Гэ        | 13.Тун-жэнь | Ли (Огонь)                        |
| 24.Фу        | 27.И        | 3.Чжунь     | 42.И         | 51.Чжэнь     | 21.Ши-хо   | 17.Суй       | 25.У-ван    | Чжэнь (Гром)                      |
| 46.Шэн       | 18.Гу       | 48.Цзин     | 57.Сунь      | 32.Хэн       | 50.Дин     | 28.Да-го     | 44.Гоу      | Сунь (Ветер)                      |
| 7.Ши         | 4.Мэн       | 29.Кань     | 59.Хуань     | 40.Цзе       | 64.Вэй-цзи | 47.Кунь      | 6.Сун       | Кань (Вода)                       |
| 15.Цянь      | 52.Гэнь     | 39.Цзянь    | 53.Цзянь     | 62.Сяо-го    | 56.Люй     | 31.Сянь      | 33.Дунь     | Гэнь (Гора)                       |
| 2.Кунь       | 23.Бо       | 8.Би        | 20.Гуань     | 16.Юй        | 35.Цзинь   | 45.Цуй       | 12.Пи       | Кунь (Земля)                      |

## Расположение гексаграмм
Математиков Книга Перемен интересует прежде всего с точки зрения порядка расположения в ней гексаграмм. Исторически известны порядки расположения гексаграмм: Фу Си, Вэнь Вана (изображён выше) и несколько экзотических. До сих пор не известно до конца, расположены ли эти гексаграммы в каждом таком порядке хаотично или по некоторому закону. Выявлены только некоторые закономерности.
Например, если в порядке Вэнь Вана расположить гексаграммы в порядке их нумерации, получится следующая картина: можно заметить, что каждая чётная гексаграмма получается путём поворачивания стоящей перед ней нечётной гексаграммы на 180°. Если же чётная гексаграмма симметрична относительно поворота (то есть при повороте переходит в саму себя), то она получается из стоящей перед ней нечётной гексаграммы путём замены в этой нечётной гексаграмме всех сплошных черт на прерывистые, а прерывистых — на сплошные. Таким образом все гексаграммы можно разбить на пары, красным выделен первый тип пар, а синим — второй тип.

## Книга перемен в конфуцианстве
Конфуций так оценивал значимость этого произведения: «Если бы мне удалось продлить жизнь, то я отдал бы пятьдесят лет на изучение Перемен, и тогда бы смог не совершать ошибок» (Беседы и суждения 7,16). Но следует иметь в виду, что «Книга Перемен» упоминается в «Беседах и суждениях (Луньюй)» всего один раз, и является нетипичной для интересов Конфуция, который не интересовался иррациональным: «Я не говорю о сверхъестественном, о насилии, о смуте и о духах» («Лунь юй», VII, 21/22) Существует мнение, что в действительности Конфуций вовсе не говорил о «Книге Перемен», а вышеприведённая цитата является следствием ошибки переписчика. Более того, «Книга Перемен» не упоминается ни в «Да сюэ», ни в «Чжун юне», ни у Мэн-цзы, а в «Цзо чжуани» и у Сюнь-цзы она хотя и упоминается, но не как конфуцианский классический текст. Эти и другие факты дают основание некоторым исследователям разделять мысль синолога Цуда Сокити, что «Книга перемен» была принята не Конфуцием, а конфуцианцами много лет спустя после его смерти. Существуют и более радикальные точки зрения, например, Хонда Нариюки считает, что вследствие порчи текста упоминаемое в Луньюе слово «易» («[Книга] перемен») является лишь опиской вместо «亦» («тоже»).
Книга перемен стоит на первом месте среди классических книг конфуцианства и в библиографических обзорах китайской литературы. Это понятно, так как библиология и библиография в феодальном Китае были созданы людьми, получившими традиционное конфуцианское образование. Библиографы старого Китая непоколебимо верили традиции (не исконной, но достаточно старой), относившей создание «Книги Перемен» в такую глубокую древность, что никакая другая классическая книга не могла конкурировать с ней в хронологическом первенстве, хотя фактически «Книга Перемен» — вовсе не самый древний из памятников китайской письменности, и это установила китайская же филология.

## Комментарии и развитие
- Ян Сюн 扬雄 использовал принцип «Книги Перемен» в своём трактате Тайсюаньцзин, однако вместо бинарной оппозиции он исследовал сочетание трёх символов (Небо, Земля, Человек): цельной черты (1), черты с одним пробелом (2) и черты с двумя пробелами (3).

### «Десять крыльев»
Комментарии к книге перемен известны как «Десять крыльев» (十翼, Ши и):
1. 彖上傳 «Туань чжуань» (первый), «Первый комментарий высказываний»
2. 彖下傳 «Туань чжуань» (второй), «Второй комментарий высказываний»
3. 象上傳 «Сян чжуань» (первый), «Первый комментарий образов»
4. 象下傳 «Сян чжуань» (второй), «Второй комментарий образов»
5. 繫辭上傳 «Сицы чжуань» (первый), «Первый комментарий афоризмов»
6. 繫辭下傳 «Сицы чжуань» (второй), «Второй комментарий афоризмов»
7. 文言傳 «Вэньянь чжуань», «Комментарий знаков и слов»
8. 序卦傳 «Сюйгуа чжуань», «Комментарий последовательности гексаграмм»
9. 說卦傳 «Шогуа чжуань», «Комментарий объяснения триграмм»
10. 雜卦傳 «Цзагуа чжуань» «Различные комментарии о гексаграммах»